# Административное деление Королевства Галиции и Лодомерии

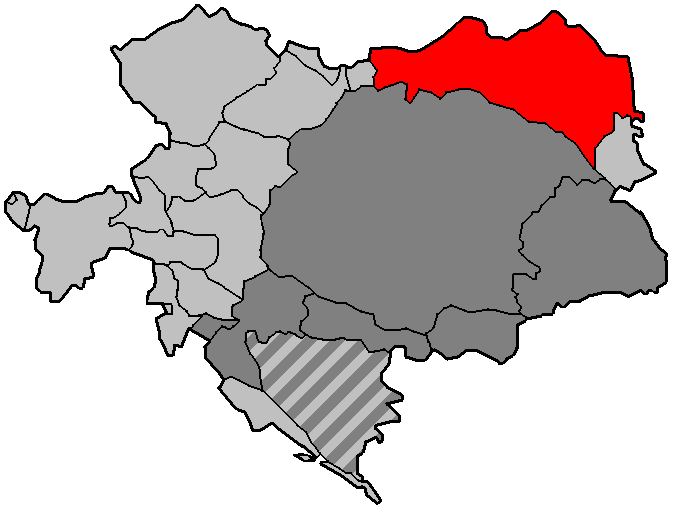
Галиция Лодомерия, выделенное красным, на карте Австрийской империи.

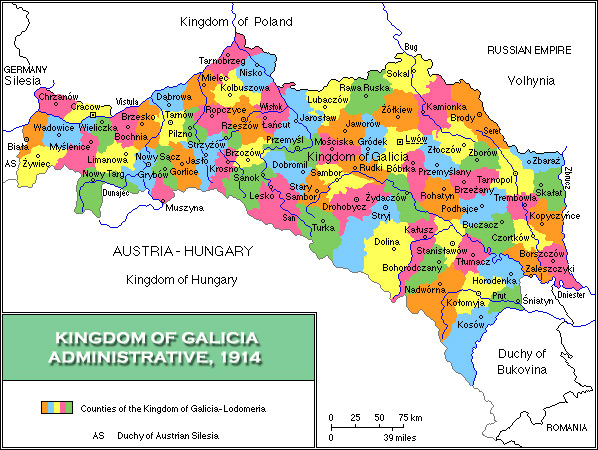
Административное деление Галиции в 1914 году.

Административное деление Королевства Галиции и Лодомерии — административное и территориальное деление составной части Австро-Венгрии, королевства Галиции и Лодомерии («Королевство Галиции и Володимирии» (Königr. Galizien & Lodomerien), Galizien Lodomerien), на 1914 год. 
Королевство Галиции (область, коронная провинция) и Лодомерии административно делилось на уезды (нем. Gebiet, пол. powiat, русин. повiт). В 1877 году их было 73, а в 1900 — 78. Уезды отвечали за ведение и хранение актов гражданского состояния (рождение, брак, смерть). Королевство Галиции и Лодомерии было самой большой и наиболее населённой коронной землей Австрийской империи в 1772—1918 годах. Его территория сегодня поделена между Польшей и Украиной.

## Список уездов
Список уездов Королевства Галиции и Володимирии: 
- Бельский
- Бережанский
- Березовский[укр.]
- Бжеский
- Бобрский
- Богородчанский
- Борщевский
- Бохенский
- Бродский
- Бучачский
- Вадовицкий
- Величский
- Горлицкий
- Городенковский[укр.]
- Городоцкий[укр.]
- Грыбовский
- Гусятинский
- Добромильский
- Долинский
- Домбровский
- Дрогобычский
- Жешувский
- Живецкий
- Жидачовский
- Жолквовский
- Залещицкий
- Збаражский
- Зборовский
- Золочевский
- Калушский
- Каменко-Струмиловский
- Коломыйский
- Кольбушовский
- Коросненский
- Косовский
- Краковский
- Ланьцутский
- Лесковский
- Лимановский
- Львовский
- Мелецкий
- Мостисский
- Мысленицкий
- Надворянский
- Нисковский
- Новосонченский
- Новотаргский
- Освенцимский
- Пшеворский
- Перемышльский
- Печенежинский
- Пильзненский
- Подгаецкий
- Подгурский
- Равский
- Радеховский
- Рогатинский
- Ропчицкий
- Рудецкий
- Самборский
- Санокский
- Скалатский
- Сколевский
- Снятынский
- Сокальский
- Станиславовский
- Старосамборский
- Стрыйский
- Стшижувский
- Тарнобжегский
- Тарнувский
- Теребовлянский
- Тернопольский
- Тлумачский
- Турковский
- Хшанувский
- Чертковский
- Чесановский[укр.]
- Яворовский
- Ярославский
- Ясленский